# Bandiera di guerra
Viene definita  bandiera di guerra (o bandiera militare, o anche bandiera d'arma/d'istituto) una variante della bandiera nazionale utilizzata dalle forze armate, comprese le forze aeree. L'equivalente navale, spesso una versione più grande delle bandiere da guerra da esporre sulle navi, viene chiamata insegna di battaglia.

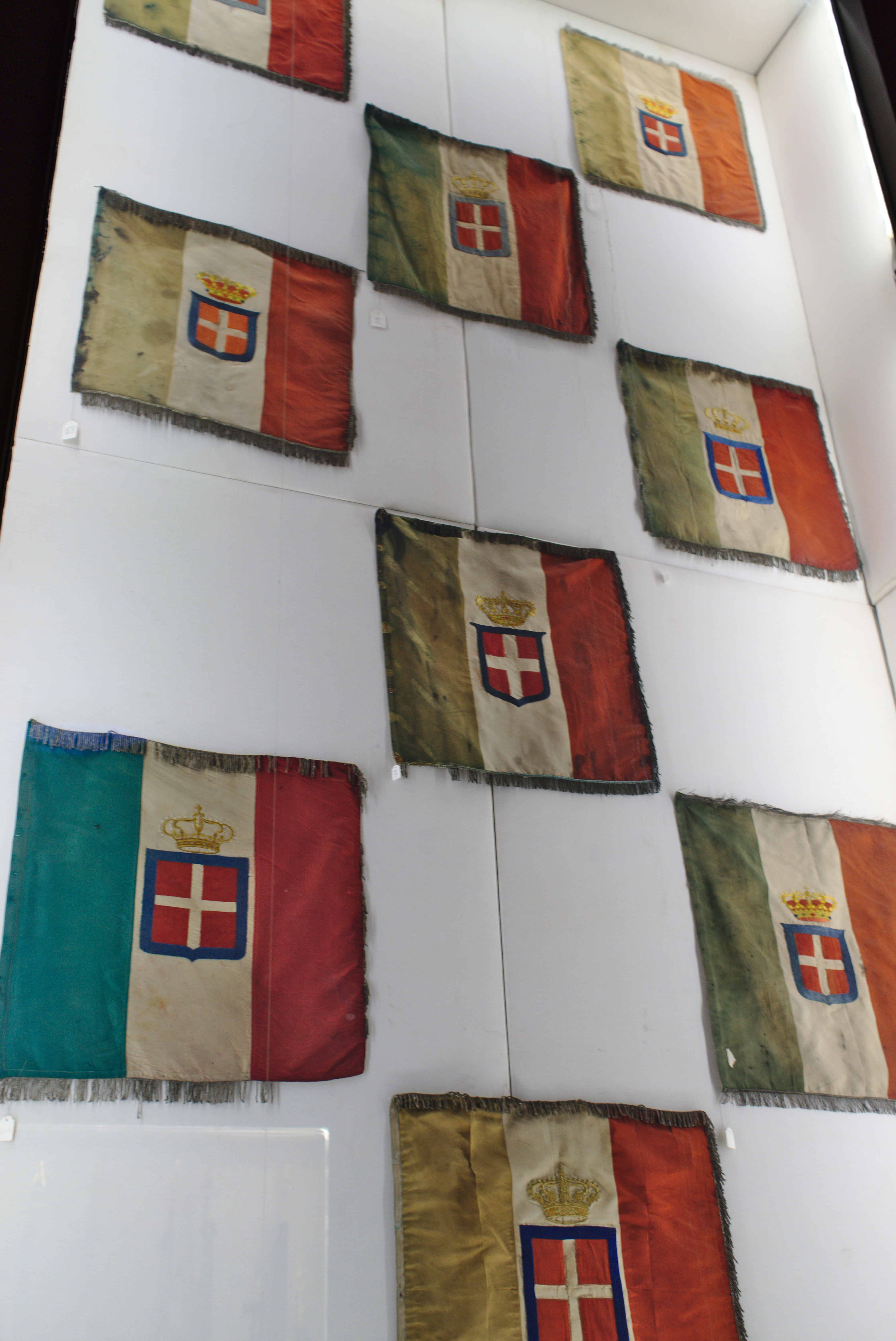
Bandiere del Regio Esercito in uso dal 1861 al 1946

In vessillologia queste bandiere vengono contraddistinte dal simbolo FIAV .

## Descrizione generale
Normalmente è realizzata in seta o in altro materiale pregiato ed è di fattura particolarmente curata. La bandiera di guerra viene custodita dal comandante del reparto dentro un cofano o una teca vetrata. Accompagna un reparto militare in tutta la sua vita operativa, sia in tempo di pace sia di guerra. È il simbolo dell'onore del reparto, delle sue tradizioni, della sua storia e del ricordo dei suoi caduti.
Dal punto di vista stretto del termine, poche nazioni hanno una bandiera di guerra, in quanto la maggioranza preferisce utilizzare la bandiera di Stato per questo scopo. 

## Nel mondo

### Italia

Bandiera di guerra della Repubblica Romana del 1849. Notare gli otto cannoni ai lati del vessillo e il nastro recante la scritta "Guardia Civica Romana", il nome dell'esercito dello Stato

Tradizionalmente in Italia venivano insigniti di bandiera di guerra i reggimenti combattenti del Regio Esercito, per consentire una decorazione al valore "collettiva". Nel 1911 anche alle forze da sbarco della Regia Marina fu assegnata la bandiera di guerra.
Veniva assegnata con Regio decreto, oggi con Decreto del Presidente della Repubblica.

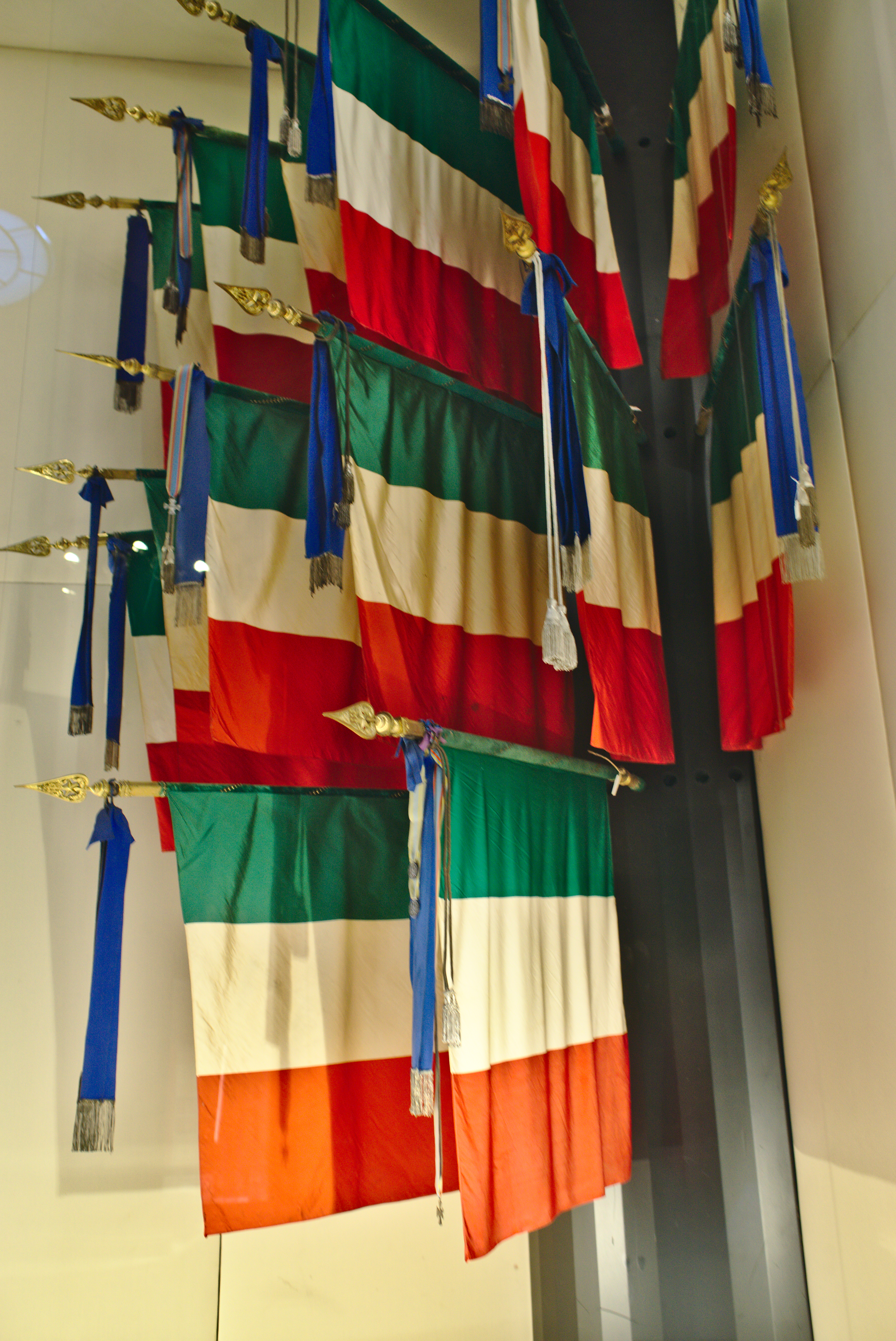
Bandiere dell'Esercito Italiano conservate al Sacrario delle Bandiere a Roma

Successivamente le bandiere di d'arma/d'istituto sono state affidate anche agli enti militari, agli stati maggiori di Esercito (1996), Aeronautica, Marina (1939), al Comando generale dell'Arma dei carabinieri (1932), ai corpi armati dello Stato (Guardia di finanza, 1914), e ausiliari (Corpo militare della Croce Rossa Italiana e Corpo militare ausiliario dell'Esercito Italiano - Sovrano militare ordine di Malta). Le bandiere di guerra delle unità militari non più attive sono custodite presso il Sacrario delle Bandiere al Vittoriano in Roma.
Caratteristiche
La bandiera di guerra presenta caratteristiche precisamente definite per legge:
- la Freccia: innestata nell'estremità superiore dell'asta; presenta il monogramma della Repubblica Italiana; sui quattro lati della base vengono incisi i dati indentificativi dell'unità: la denominazione assunta nel tempo, l'anno in cui è stata concessa, il nome dell'eventuale donatore, i fatti d'arme cui l'unità ha partecipato. Tali dati vengono incisi a seguito di disposizione emanata dalle autorità centrali.
- Asta: a sezione quadrata, ricoperta di velluto verde e presenta delle bullette di fissaggio disposte a singola spirale sulla sua lunghezza, presenta altre bullette disposte sui bordi quadrati alle estremità del rivestimento.
- Piede: bicchierino metallico fissato all'estremità inferiore dell'asta.
- Drappo: un unico lembo di seta rettangolare con lati uguali di 999×999 mm, con tre fasce verticali colorate di verde, bianco e rosso (333 mm di larghezza per ciascuna fascia). Fanno eccezione le bandiere di guerra della Marina Militare () che al centro della fascia bianca centrale presentano lo stemma quadripartito riportante gli emblemi di guerra delle quattro Repubbliche Marinare (Venezia, Genova, Pisa e Amalfi), coronate (differenziandosi dallo stemma della Marina Mercantile).
- Fiocco: in seta di colore azzurro savoia, largo 80 mm e lungo 680 mm con frangia argentata alle estremità (il fiocco è ricoperto da un nastro nero in caso abbrunamento in segno di lutto).
- Cordoncino argentato con pendagli e frangia: annodato insieme al fiocco tra la freccia e l'asta. Ha una lunghezza uguale a quella del fiocco.

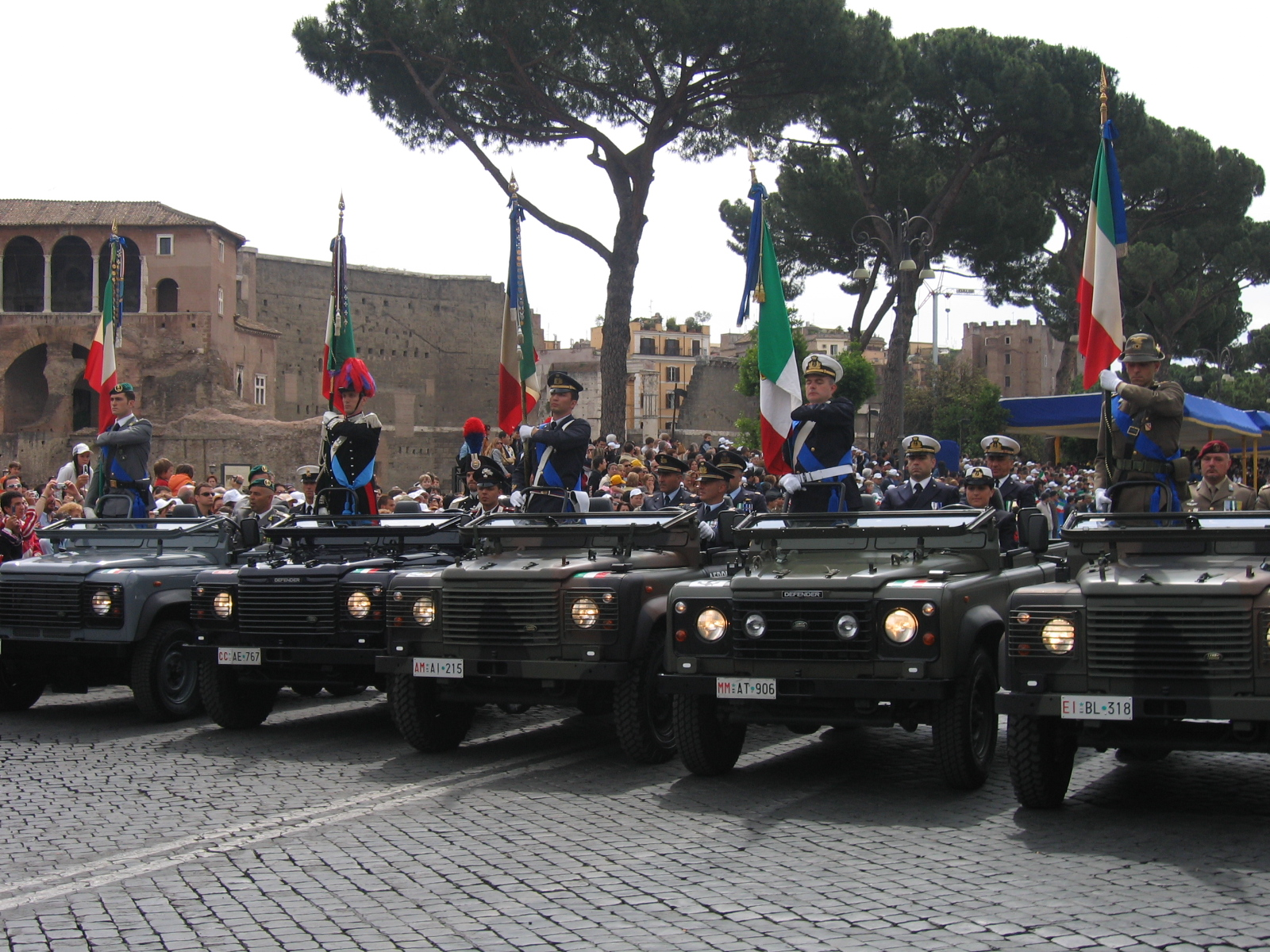
Bandiere d'istituto delle Forze Armate e della Guardia di Finanza

Le bandiere di guerra/d'istituto sono custodite nell'ufficio del comandante dell'ente a cui appartengono, alla sua destra, a essa vanno resi i massimi onori; in caso di spostamento la bandiera di guerra deve essere scortata da due plotoni armati. I movimenti della bandiera avvengono sempre mediante un gruppo bandiera formato da Alfiere (Tenente più giovane o Sottotenente più anziano appartenente all'arma/specialità cui appartiene il corpo, quindi non gli ufficiali dei servizi di supporto ancorché effettivi all'unità stessa), Aiutante Maggiore (ufficiale superiore), i due sottufficiali più anziani dell'unità. 
- La bandiera di guerra va difesa fino all'estremo sacrificio.

I gonfaloni comunali decorati di Medaglia d'oro al valor militare ricevono onori analoghi a quelli resi alle bandiere di guerra e hanno particolare precedenza nell'ordine di sfilamento.

### Regno Unito
Il Regno Unito adotta un'unica bandiera per le proprie forze armate, al posto di quella nazionale, identificate come bandiere di guerra.

### Filippine

Bandiera delle Filippine in tempo di guerra

Le forze armate delle Filippine, uniche nel loro genere, utilizzano il vessillo standard, ma lo capovolgono durante i periodi di guerra.